# 仙台市立仙台工業高等学校
仙台市立仙台工業高等学校（せんだいしりつ せんだいこうぎょうこうとうがっこう）は、宮城県仙台市宮城野区東宮城野にある市立工業高等学校。通称は宮城県工業高等学校の「県工」に対し、「市工」（しこう）と呼ばれる。
2010年3月に廃止された定時制課程の仙台市立仙台第二工業高等学校と同じ敷地内にあり、同年4月より、同校の定時制課程として第二工業高校の課程を併合・継承している。

## 設置学科
- 建築科
- 機械科
- 電気科
- 土木科

## 沿革
- 1896年（明治29年）- 仙台市徒弟実業学校が開校。
- 1899年（明治32年）- 仙台市職工学校と改称され、さらに仙台市工業学校と改称される。
- 1901年（明治34年）- 市立仙台工業学校と改称される。
- 1919年（大正8年）- 仙台工業学校と改称される。
- 1948年（昭和23年）- 新制高等学校として仙台工業高等学校が発足。
- 1965年（昭和40年）- 第二部が独立し、仙台第二工業高等学校（後に仙台市立仙台第二工業高等学校へ改称）となる。
- 2009年（平成21年）- 仙台市立仙台工業学校と改称される。
- 2010年（平成22年）- 仙台第二工業高等学校を統合し、定時制課程を設置。これにより、1965年以来、全日制課程と定時制課程が同一学校に再度併設されることになった。

## 関係者
出身者
- ジロリアン陸-プロボクサー、YouTuber、マジシャン
- 菅原栄蔵 - 建築家
- 新国誠一 - 詩人、画家
- 三浦一年 - 作曲家
- 竹森マサユキ - カラーボトルのボーカル
- 小野木孝 - プロ野球選手
- 櫻井幸博 - 元北海道日本ハムファイターズ選手
- 斉田晃平 - ラグビー選手　ヤマハ発動機ジュビロ
- 斉田倫輝 - ラグビー選手　NTTコミュニケーションズシャイニングアークス
- 真壁伸弥 - ラグビー選手　サントリーサンゴリアス

## 学生食堂
- 学生食堂は大変メニューが少なく、生徒から生徒総会で「食堂のメニューを増やしてほしい」などという案が出されるものの、生徒会と学生食堂は直接の関係がないことから、議案決議の時点で却下される。